# Molderosen
Molderosen är en norsk utmärkelse som delas ut årligen sedan 1967 till en eller flera personer som under året utmärkt sig i att göra Molde känt och respekterat. Utmärkelsen delas ut under festivalen Moldejazz.

## Om utmärkelsen
Molderosen instiftades 1967 och delas ut årligen under festivalen Moldejazz. Utmärkelsen föräras en eller flera personer som under året bidragit till att göra Molde känt och respekterat.
Den som fått Molderosen tituleras IMR, som står för Innehavare av Molderosen (norska: Innehaver av Molderosen). Mottagaren av priset åtar sig en plikt, att årligen skriva julkort till Moldes turistchef.

## Mottagare av utmärkelsen
Nedan följer ett urval av mottagarna av Molderosen:
- 1967 – Jazzmusikern Thorleif Østereng
- 1968 – Författaren Odd Bang-Hansen
- 1969 – Musikproducenten Johs. Bergh
- 1979 – Journalisten Terje Mosnes
- 1999 – Jazzmusikern Jens Arne Molvær
- 2006 – Prästen Carl Petter Opsahl
- 2012 – Jazzmusikern Lionel Batiste
- 2016 – Musikjournalisten Tine Skolmen
- 2017 – Jazzsångerskan Karin Krog
- 2018 – Kompositören Arild Andersen
- 2023 – Jazzorkestern Ytre Suløens Jass-ensemble